# Jogo eletrônico de corrida
Jogo eletrônico de corrida é um gênero de jogos eletrônicos em que o jogador participa de competições de corrida com qualquer tipo de veículo terrestre, inclusive motocicletas e quadriciclos. Existem alternativas de jogos com veículos aquáticos, aéreos e até espaciais. Jogos de corrida utilizam a perspectiva de jogo em primeira ou terceira pessoa. Podem ser baseados tanto em competições ou lugares reais quanto em ambientes fictícios, variando entre jogabilidade de simuladores, ou jogos mais arcades.

## História
O gênero corrida começou em 1976 com Night Driver (em português Motorista Noturno), um fliperama da Atari, que envolvia dirigir um carro à noite sem bater. Um dos primeiros jogos a envolver realmente uma corrida foi Pole Position (1982) da Namco.
Há uma divisão entre "corridas de simulação", que centram no realismo, como os jogos de PC - GTR 2, iRacing e os estilo "arcade" com muita velocidade e pistas em cenários diversos, como as séries Gran Turismo, Need for Speed, Forza Horizon, Top Gear, Ridge Racer e Asphalt. Há também jogos que acrescentam combate veicular, como Death Race e Carmageddon, que incluem atropelamentos violentos. As séries Mario Kart, Sonic Racing, Crash Team Racing e Donkey Kong Barrel Blast, apresenta objetos para arremessar nos adversários. Já as séries Burnout e FlatOut, possui um modo separado em que se deve gerar acidentes de veículos e destruição. 

## Subgêneros

### Arcade
A principal característica dos jogos de corrida arcade é o desapego à física realista, retirando elementos de rigor e precisão, focando na experiência de corrida em si, elementos que podem ser encontrados nesse subgênero são atalhos, múltiplos caminhos, tráfego e utilização de turbos para aumentar a velocidade.

### Simulação
Jogos simuladores de corrida se destinam a representar o mais fielmente possível a digibilidade de um veículo real, com uma curva de aprendizagem e necessidade de grande habilidade de manuseio. Apesar disso, alguns jogos simuladores possuem recursos para ajudar os jogadores como câmbio automático, assistência de direção, controle de tração (TC), anti-lock braking system (ABS) e resistência a danos.